# Wireworld

Simulace diody. Modrá=Electron head, Oranžová=Electron tail, Žlutá=vodič

Wireworld je celulární automat.

## Pravidla
Každá buňka může být v jednom ze čtyř stavů: Prázdná buňka, Vodič, Elektron head, Elektron tail.
Mezi těmito stavy se přechází podle těchto pravidel:
- S prázdnou buňkou se nic nestane.
- Z elektron head se stane elektron tail.
- Z elektron tail se stane vodič.
- Z vodiče se stane elektron head, pokud jeden nebo dva sousedi jsou elektron head.

Jako sousedé se počítá všech osm sousedních buněk.